# Mozart (rose)
'Mozart' est un cultivar de rosier diploïde appartenant au groupe des hybrides de Rosa moschata. Il a été obtenu par le rosiériste allemand Peter Lambert en 1936 et commercialisé en 1937. Il doit son nom au célèbre compositeur Mozart.

## Présentation
Le rosier se présente sous la forme d'un buisson de 80 cm à 150 cm de hauteur pour 90 à 185 cm de largeur et s'élève en rosier grimpant sous les climats tempérés. Ses fleurs sont simples de 3 cm de diamètre avec un milieu blanc et les bords d'un rouge cerise bien marqué. Au fur et à mesure de la floraison, qui se produit en bouquets abondants, la fleur pâlit jusqu'à devenir rose pâle. Les étamines sont jaunes et les feuilles bien vertes. Les fleurs sont peu parfumées. La floraison est remontante.
'Mozart' ressemble aux rosiers 'Ballerina' et 'Marjorie Fair', mais ses bouquets sont très abondants et ses feuilles sont plus petites et moins sensibles à la maladie des taches noires. Il est issu d'un croisement entre 'Robin Hood' (1927, Pemberton, hybride de Rosa moschata) x 'Rote Pharisäer' (1926, Wilhelm Hinner, hybride de thé). On peut l'admirer dans de nombreuses roseraies du monde, en Angleterre, à la roseraie de Bagatelle, à la roseraie du Val-de-Marne de L'Haÿ-les-Roses, à la roseraie internationale de Courtrai, à l'Europa-Rosarium de Sangerhausen, etc.

## Culture
La zone de rusticité de 'Mozart' va de 5b (−26,1 °C… −23,3 °C) à moins froid.
Dans les climats bien tempérés, 'Mozart' se cultive en rosier grimpant pouvant atteindre une hauteur de 3 mètres ; dans les zones de moyenne montagne et les pays froids, il s'élève à 80 cm ou 100 cm de hauteur pour une largeur de 80 cm.
C'est un rosier tardif bien remontant à la floraison exubérante ; rosier à grand développement, il est idéal pour les haies fleuries.

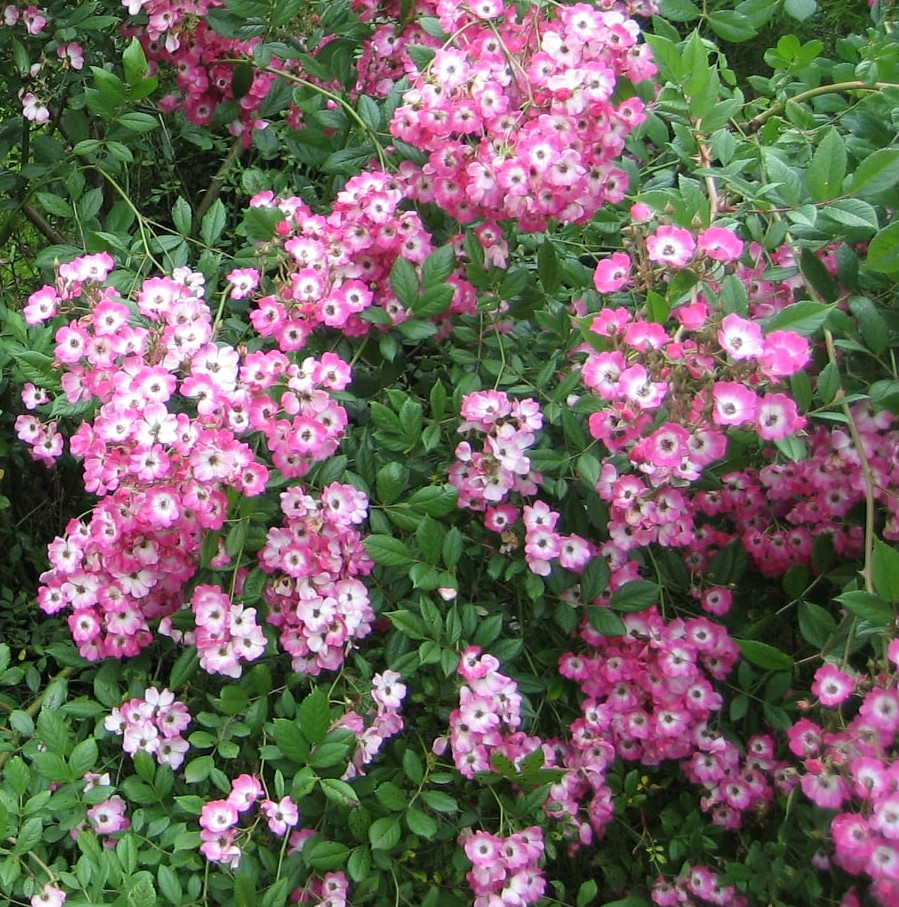
Rosier 'Mozart' en France.
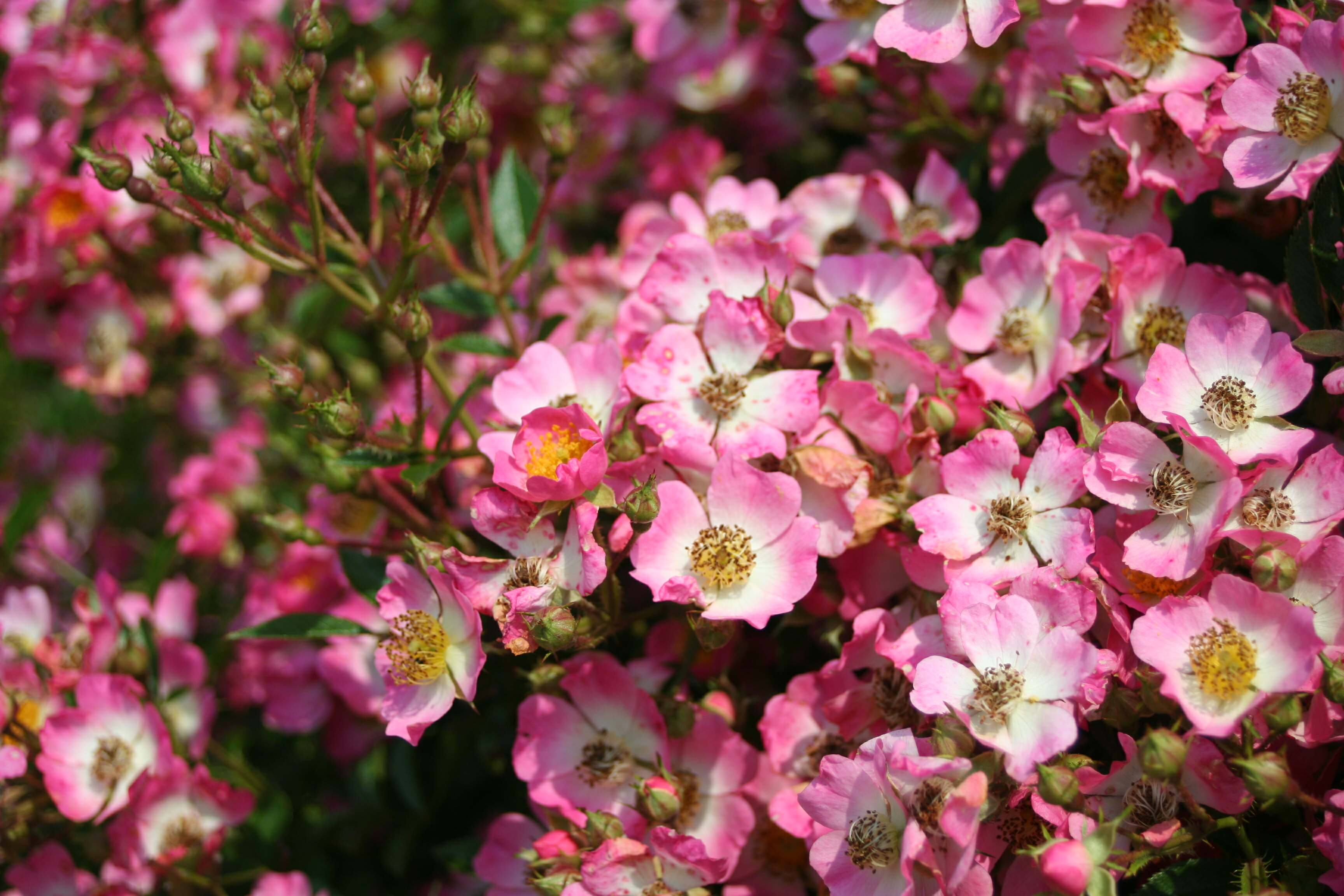
Floraison dans un jardin des Yvelines.
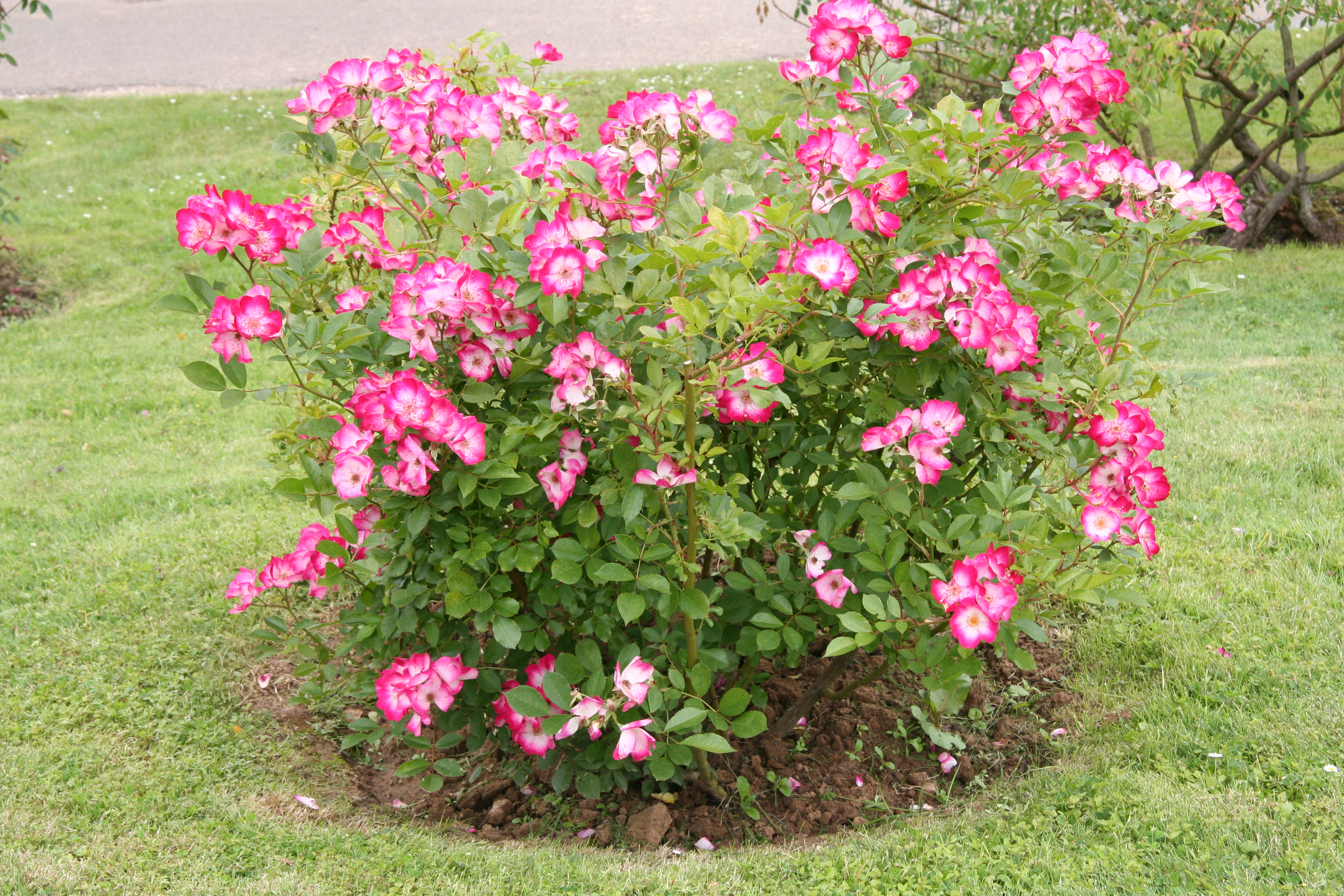
Culture en buisson (roseraie de Bagatelle).
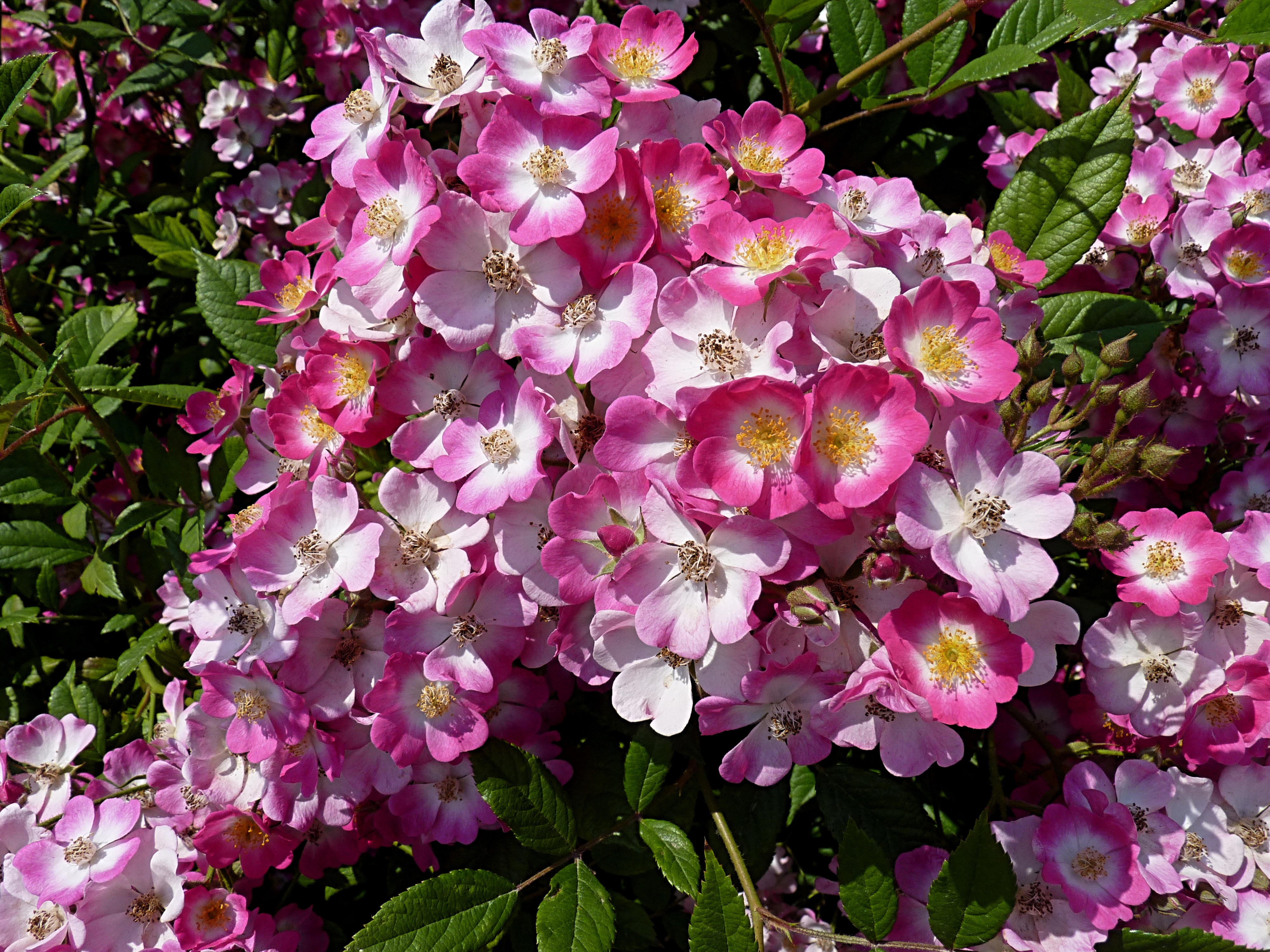
'Mozart' à la roseraie internationale de Courtrai.

## Distinctions
- Classic Shrub Rose (ARS). Metropolitan Rose Society Show, 1999
- Classic Shrub Rose (ARS). Pacific Northwest District Show, 2000